# Itamogi
Itamogi is een gemeente in de Braziliaanse deelstaat Minas Gerais. De gemeente telt 11.218 inwoners (schatting 2009).